# Scialla (album)
Scialla è l'album compilation ufficiale dell'ottava edizione di Amici di Maria De Filippi, contenente 18 brani interpretati dai 9 concorrenti della trasmissione televisiva. La parola "scialla" è una parola introdotta dalla concorrente Martina Stavolo, partecipante in questa edizione ed è stata spesso usata dai ragazzi nel corso del programma, ed è per questo che la casa discografica ha deciso di dare questo nome al CD.
La versione fisica dell'album è uscita il 16 gennaio 2009, ma il download è stato reso disponibile sul sito dada.it dall'11 gennaio dello stesso anno.
L'album ha venduto circa 300.000 copie.

## Tracce
1. Martina Stavolo – State Your Case – 3:35 (testo: Diane Warren, Bob Benozzo)
2. Martina Stavolo – Delirio – 3:37 (testo: Irene Grandi, Pio Stefanini)
3. Martina Stavolo – Due cose importanti – 3:27 (testo: Federica Camba, Daniele Coro, Diego Calvetti)
4. Luca Napolitano – I Confess – 4:02 (testo: Stevie Mac, Wayne Anthony Hector)
5. Luca Napolitano – Vai – 3:09 (testo: Luca Napolitano)
6. Alessandra Amoroso – Find a Way – 3:29 (testo: Adam Stuart Argyle, Iman Farouk Osman)
7. Alessandra Amoroso – Immobile – 3:22 (testo: Daniele Coro, Federica Camba)
8. Alessandra Amoroso – Stella incantevole – 3:51 (testo: Federica Camba, Daniele Coro, Diego Calvetti, Stefano Vinci)
9. Valerio Scanu – Can't Stop – 3:30 (testo: Adam Stuart Argyle, Daniel Alan Gautreau)
10. Valerio Scanu – Domani – 3:45 (testo: Federica Camba, Daniele Coro)
11. Silvia Olari – Wise Girl – 4:07 (testo: Stevie Mac, Carmen Reece, Alistair Tennant)
12. Silvia Olari – Raccontami di te – 3:45 (testo: Federica Camba, Daniele Coro, Diego Calvetti)
13. Silvia Olari – Tutto il tempo che vorrai – 3:15 (testo: Daniele Coro, Diego Calvetti, Federica Camba)
14. Daniele Smeraldi – Negli ambienti vicino al cuore – 3:38 (testo: Roberto Pacco, Pierluigi Scarpellini)
15. Pamela Scarponi – Vivere a mezz'aria – 3:46 (testo: Cinzia Farolfi, Davide Bosio)
16. Mario Nunziante – Domenica' – 3:41 (testo: Mario Nunziante)
17. Jennifer Milan – Beside Me – 3:10 (testo: Stevie Mac, Shelly M. Peiken, Wayne Anthony Hector)
18. Luca Napolitano – Giorni – 4:07 (testo: Gigi D'Alessio, Adriano Pennino)

## Classifiche

### Brani
| Cantante           | Brano               | Posizione più alta |
| ------------------ | ------------------- | ------------------ |
| Alessandra Amoroso | Immobile            | 1                  |
| Martina Stavolo    | Due cose importanti | 2                  |
| Alessandra Amoroso | Find a Way          | 4                  |
| Luca Napolitano    | Vai                 | 9                  |
| Mario Nunziante    | Domenica            | 11                 |
| Martina Stavolo    | Delirio             | 13                 |
| Jennifer Milan     | Beside me           | 15                 |
| Valerio Scanu      | Can't stop          | 19                 |
| Martina Stavolo    | State your case     | 19                 |